# Едуардс (окръг, Тексас)
Окръг Едуардс (на английски: Edwards County) е окръг в щата Тексас, Съединени американски щати. Площта му е 5491 km², а населението - 2162 души (2000). Административен център е град Рокспрингс.